# Charbonnier-les-Mines
Charbonnier-les-Mines település Franciaországban, Puy-de-Dôme megyében. Lakosainak száma 937 fő (2022. január 1.). Charbonnier-les-Mines Sainte-Florine, Beaulieu, Brassac-les-Mines, Moriat és Saint-Germain-Lembron községekkel határos.

## Népesség
A település népességének változása:
| Lakosok száma | 905  | 901  | 927  | 898  | 899  | 901  | 919  | 919  | 937  |
|               | 2013 | 2015 | 2016 | 2017 | 2018 | 2019 | 2020 | 2021 | 2022 |